# Wasil Nowikau
Wasil Mikałajewicz Nowikau (biał. Васіль Мікалаевіч Новікаў, ros. Василий Николаевич Новиков, Wasilij Nikołajewicz Nowikow; ur. 21 lutego 1946 w Łamaczynie) – białoruski polityk, deputowany do Rady Najwyższej Republiki Białorusi XIII kadencji.

## Życiorys

### Młodość i praca

Wyniki uzyskane przez Wasila Nowikaua w pierwszej turze wyborów prezydenckich w 1994 roku

Urodził się 21 lutego 1946 roku we wsi Łamaczyna, w rejonie orszańskim obwodu witebskiego Białoruskiej SRR, ZSRR. Ukończył Leningradzki Uniwersytet Państwowy. Odbył służbę wojskową w Armii Radzieckiej. Pracował jako ślusarz-wzorcarz w Orszańskich Zakładach Budowy Maszyn dla Przemysłu Lekkiego. W 1974 roku był asystentem, starszym wykładowcą w Katedrze Filozofii Białoruskiej Państwowej Akademii Gospodarstwa Wiejskiego. Od 1977 roku pracował w aparacie Komunistycznej Partii Białorusi (KPB). Był instruktorem w Horeckim Komitecie Rejonowym KPB. W 1984 roku pełnił funkcję I sekretarza Czernikowskiego Komitetu Rejonowego KPB. Następnie był zastępcą I sekretarza Komitetu Centralnego KPB (KC KPB). W 1989 roku pełnił funkcję I zastępcy kierownika Wydziału Organizacyjnego w KC KPB. W 1991 roku był zastępcą kierownika Wydziału Organizacyjnego i Kadr w Mińskiej Obwodowej Radzie Deputowanych. Kandydował na prezydenta Białorusi w wyborach w 1994 roku. Pełnił funkcję sekretarza KC Partii Komunistów Białoruskiej.

### Działalność parlamentarna i późniejsza
W drugiej turze wyborów parlamentarnych 28 maja 1995 roku został wybrany na deputowanego do Rady Najwyższej Republiki Białorusi XIII kadencji z orszańskiego wiejskiego okręgu wyborczego nr 38. 9 stycznia 1996 roku został zaprzysiężony na deputowanego. W latach 1996–1997 pełnił funkcję I zastępcy przewodniczącego Rady Najwyższej. W czasie kryzysu konstytucyjnego w 1996 roku był jednym z przywódców zjednoczonej opozycji przeciwko prezydentowi Alaksandrowi Łukaszence. Wielokrotnie występował na łamach niepaństwowej prasy, w tym każde antykomunistycznej, usiłując zapobiec referendum 24 listopada. 27 listopada 1996 roku, po dokonanej przez Łukaszenkę kontrowersyjnej i częściowo nieuznanej międzynarodowo zmianie konstytucji, nie wszedł w skład utworzonej przez niego Izby Reprezentantów Zgromadzenia Narodowego Republiki Białorusi I kadencji. Zgodnie z Konstytucją Białorusi z 1994 roku jego mandat deputowanego do Rady Najwyższej zakończył się 9 stycznia 2001 roku; kolejne wybory do tego organu jednak nigdy się nie odbyły.
W 1998 roku przeszedł do pracy w dyplomacji i został radcą ambasady Republiki Białorusi w Mołdawii.

## Życie prywatne
Wasil Nowikau jest żonaty, ma dwie córki. W 1995 roku mieszkał w Mińsku.